# Prenomi sloveni
Questa voce raccoglie i prenomi tipici della lingua slovena, con eventuali varianti e l'equivalente in italiano, se esiste.

## A
Maschili
| Nome        | Varianti                            | Corrispondente italiano |
| ----------- | ----------------------------------- | ----------------------- |
| Albina      | Binea                               | Albino                  |
| Aleksandera | Aleksa, Aleša, Sandia, Sašaa, Sašoa | Alessandro              |
| Alekseja    | Aleksa, Aleša                       | Alessio                 |
| Alena       |                                     | Alano                   |
| Alfonza     |                                     | Alfonso                 |
| Aljaža      |                                     |                         |
| Aljošaa     |                                     |                         |
| Alojza      | Alojzija, Lojzea                    | Aloisio                 |
| Amadeja     |                                     | Amedeo                  |
| Ambroža     |                                     | Ambrogio                |
| Andreja     | Andraža                             | Andrea                  |
| Antona      | Tonea                               | Antonio                 |
| Avgusta     |                                     | Augusto                 |
| Avguština   |                                     | Agostino                |

Femminili
| Nome        | Varianti                                                     | Corrispondente italiano |
| ----------- | ------------------------------------------------------------ | ----------------------- |
| Agataa      |                                                              | Agata                   |
| Ajdaa       |                                                              |                         |
| Albinaa     |                                                              | Albina                  |
| Aleksandraa | Aleksa, Aljaa, Sašaa, Saškaa                                 | Alessandra              |
| Alenaa      | Alenkaa                                                      |                         |
| Alinaa      |                                                              | Alina                   |
| Aljošaa     |                                                              |                         |
| Almaa       |                                                              | Alma                    |
| Alojzijaa   |                                                              | Aloisia                 |
| Amalijaa    |                                                              | Amalia                  |
| Anaa        | Hanaa, Anicaa, Anikaa, Anitaa, Ankaa, Ankicaa, Anušaa, Nušaa | Anna                    |
| Anamarijaa  |                                                              | Annamaria               |
| Anastazijaa | Nastjaa, Stašaa                                              | Anastasia               |
| Andrejaa    |                                                              | Andreina                |
| Angelaa     |                                                              | Angela                  |
| Anjaa       |                                                              |                         |
| Antonijaa   | Tonkaa                                                       | Antonia                 |
| Apolonijaa  | Polonaa                                                      | Apollonia               |
| Avgustaa    |                                                              | Augusta                 |

## B
Maschili
| Nome       | Varianti      | Corrispondente italiano |
| ---------- | ------------- | ----------------------- |
| Benjamina  |               | Beniamino               |
| Bernarda   |               | Bernardo                |
| Blaža      |               | Biagio                  |
| Bogdana    | Boškoa        |                         |
| Bogomira   |               |                         |
| Bojana     |               |                         |
| Borisa     | Bora, Boruta  |                         |
| Borislava  | Bora          |                         |
| Božidara   | Boškoa, Božoa |                         |
| Branimira  | Brankoa       |                         |
| Branislava | Brankoa       | Bronislao               |
| Brina      |               |                         |

Femminili
| Nome        | Varianti | Corrispondente italiano |
| ----------- | -------- | ----------------------- |
| Barbaraa    |          | Barbara                 |
| Bernardaa   |          | Bernarda                |
| Bertaa      |          | Berta                   |
| Biljanaa    |          |                         |
| Blankaa     |          | Bianca                  |
| Bogdanaa    |          |                         |
| Bojanaa     |          |                         |
| Boženaa     |          |                         |
| Branislavaa | Brankaa  |                         |
| Bredaa      |          |                         |
| Brigitaa    |          | Brigida                 |
| Brinaa      |          |                         |

## C
Maschili
| Nome     | Varianti | Corrispondente italiano |
| -------- | -------- | ----------------------- |
| Cirila   |          | Cirillo                 |
| Črtomira | Črta     |                         |
| Cvetkoa  |          |                         |

Femminili
| Nome      | Varianti | Corrispondente italiano |
| --------- | -------- | ----------------------- |
| Cecilijaa | Cilkaa   | Cecilia                 |
| Cirilaa   |          | Cirilla                 |
| Cvetkaa   |          |                         |

## D
Maschili
| Nome       | Varianti          | Corrispondente italiano |
| ---------- | ----------------- | ----------------------- |
| Dalibora   |                   |                         |
| Damijana   | Damjana           | Damiano                 |
| Damira     |                   |                         |
| Daniela    | Danijela, Daniloa | Daniele                 |
| Darkoa     |                   |                         |
| Davida     |                   | Davide                  |
| Davora     |                   |                         |
| Dejana     |                   |                         |
| Denisa     |                   | Dionigi                 |
| Dimitrija  | Mitjaa            | Demetrio                |
| Domena     | Dominika          | Domenico                |
| Dragana    | Dragoa, Dragutina |                         |
| Dragomira  |                   |                         |
| Dragoslava |                   |                         |
| Dušana     |                   |                         |

Femminili
| Nome       | Varianti         | Corrispondente italiano |
| ---------- | ---------------- | ----------------------- |
| Daliborkaa |                  |                         |
| Damijanaa  | Damjanaa         | Damiana                 |
| Danicaa    |                  |                         |
| Danijelaa  | Dašaa            | Daniela                 |
| Darijaa    | Darjaa, Darinkaa | Daria                   |
| Dejanaa    |                  |                         |
| Dijanaa    |                  | Diana                   |
| Dominikaa  |                  | Domenica                |
| Dorotejaa  |                  | Dorotea                 |
| Dragaa     | Dragicaa         |                         |
| Dunjaa     |                  |                         |
| Dušankaa   | Dušicaa          |                         |

## E
Maschili
| Nome    | Varianti | Corrispondente italiano |
| ------- | -------- | ----------------------- |
| Edvarda | Edia     | Edoardo                 |
| Emila   |          | Emilio                  |
| Eneja   | Aneja    | Enea                    |
| Erazema |          | Erasmo                  |
| Erika   |          | Eric                    |
| Ernesta |          | Ernesto                 |

Femminili
| Nome       | Varianti     | Corrispondente italiano |
| ---------- | ------------ | ----------------------- |
| Editaa     |              | Editta                  |
| Elizabetaa | Elaa, Špelaa | Elisabetta              |
| Emaa       |              | Emma                    |
| Emilijaa   |              | Emilia                  |
| Erikaa     |              | Erica                   |
| Ernaa      |              | Ernesta                 |
| Evaa       |              | Eva                     |

## F
Maschili
| Nome       | Varianti                        | Corrispondente italiano |
| ---------- | ------------------------------- | ----------------------- |
| Fabijana   |                                 | Fabiano                 |
| Feliksa    |                                 | Felice                  |
| Ferdinanda | Ferdoa                          | Ferdinando              |
| Filipa     |                                 | Filippo                 |
| Florijana  |                                 | Floriano                |
| Frančišeka | Francea, Francia, Franca, Frana | Francesco               |
| Friderika  |                                 | Federico                |

Femminili
| Nome       | Varianti        | Corrispondente italiano |
| ---------- | --------------- | ----------------------- |
| Frančiškaa | Franckaa, Frana | Francesca               |

## G
Maschili
| Nome      | Varianti | Corrispondente italiano |
| --------- | -------- | ----------------------- |
| Gabrijela |          | Gabriele                |
| Gala      |          | Gallo                   |
| Gašpera   |          | Gaspare                 |
| Gojkoa    |          |                         |
| Gorana    |          |                         |
| Gregora   | Gregaa   | Gregorio                |

Femminili
| Nome       | Varianti | Corrispondente italiano |
| ---------- | -------- | ----------------------- |
| Gabrijelaa |          | Gabriella               |
| Gajaa      | Kajaa    | Gaia                    |
| Gordanaa   |          |                         |

## H
Maschili
| Nome    | Varianti | Corrispondente italiano |
| ------- | -------- | ----------------------- |
| Henrika |          | Enrico                  |
| Hermana |          | Ermanno                 |

Femminili
| Nome     | Varianti | Corrispondente italiano |
| -------- | -------- | ----------------------- |
| Hedvikaa |          | Edvige                  |
| Herminaa |          | Ermanna                 |

## I
Maschili
| Nome    | Varianti        | Corrispondente italiano |
| ------- | --------------- | ----------------------- |
| Ignaca  | Ignacija, Nacea | Ignazio                 |
| Igora   |                 | Igor                    |
| Ivana   | Ivoa            | Ivano                   |
| Izaka   |                 | Isacco                  |
| Izidora |                 | Isidoro                 |
| Iztoka  |                 |                         |

Femminili
| Nome   | Varianti      | Corrispondente italiano |
| ------ | ------------- | ----------------------- |
| Idaa   |               | Ida                     |
| Inaa   | Injaa         |                         |
| Inesa  |               | Ines                    |
| Irenaa |               | Irene                   |
| Irisa  |               | Iris                    |
| Irmaa  |               | Irma                    |
| Ivanaa | Ivankaa, Ivaa | Ivana                   |

## J
Maschili
| Nome    | Varianti                          | Corrispondente italiano |
| ------- | --------------------------------- | ----------------------- |
| Jadrana | Jadrankoa                         | Adriano                 |
| Jakoba  | Jakaa, Jašaa                      | Giacobbe-Giacomo        |
| Janeza  | Jana, Jankoa, Anžea, Anžeja, Žana | Giovanni                |
| Jerneja | Nejca                             | Bartolomeo              |
| Jošta   |                                   | Giodoco                 |
| Jožefa  | Josipa, Jožea                     | Giuseppe                |
| Julija  |                                   | Giulio                  |
| Jurea   | Jurija, Juricaa                   | Giorgio                 |
| Justina |                                   | Giustino                |

Femminili
| Nome      | Varianti                 | Corrispondente italiano |
| --------- | ------------------------ | ----------------------- |
| Jadrankaa | Adrijanaa                | Adriana                 |
| Jana a    | Žanaa                    | Giovanna                |
| Janjaa    | Nežaa                    | Agnese                  |
| Jasminaa  |                          | Gelsomina               |
| Jasnaa    |                          |                         |
| Jelenaa   | Helenaa, Jelkaa          | Elena                   |
| Jernejaa  | Nejaa                    | Bartolomea              |
| Jolandaa  |                          | Iolanda                 |
| Jožefaa   | Jozefaa, Jožicaa, Pepcaa | Giuseppa                |
| Julijaa   |                          | Giulia                  |
| Julijanaa |                          | Giuliana                |
| Justinaa  |                          | Giustina                |

## K
Maschili
| Nome       | Varianti                       | Corrispondente italiano |
| ---------- | ------------------------------ | ----------------------- |
| Karela     | Karola, Karloa                 | Carlo                   |
| Katarinaa  | Karina, Kajaa, Katicaa, Katjaa | Caterina                |
| Kazimira   |                                | Casimiro                |
| Klemena    |                                | Clemente                |
| Konrada    |                                | Corrado                 |
| Kristijana | Kristjana                      | Cristiano               |
| Krištofa   |                                | Cristoforo              |

Femminili
| Nome        | Varianti | Corrispondente italiano |
| ----------- | -------- | ----------------------- |
| Karmena     |          | Carmela                 |
| Karolinaa   |          | Carolina                |
| Klaraa      |          | Chiara                  |
| Klavdijaa   |          | Claudia                 |
| Klementinaa |          | Clementina              |
| Kristinaa   |          | Cristina                |
| Ksenijaa    |          | Xenia                   |

## L
Maschili
| Nome      | Varianti           | Corrispondente italiano |
| --------- | ------------------ | ----------------------- |
| Ladislava | Vladislava, Vladoa | Ladislao                |
| Lenarta   |                    | Leonardo                |
| Leona     |                    | Leone                   |
| Leopolda  |                    | Leopoldo                |
| Lovrenca  | Lovroa             | Lorenzo                 |
| Ludvika   |                    | Ludovico                |
| Lukaa     |                    | Luca                    |

Femminili
| Nome      | Varianti  | Corrispondente italiano |
| --------- | --------- | ----------------------- |
| Lanaa     |           |                         |
| Laraa     |           | Lara                    |
| Larisaa   |           | Larissa                 |
| Lavraa    | Lauraa    | Laura                   |
| Leaa      |           | Lia                     |
| Lidijaa   |           | Lidia                   |
| Liljanaa  | Lilijanaa | Liliana                 |
| Linaa     |           | Lina                    |
| Ljerkaa   |           |                         |
| Ljubaa    | Ljubicaa  |                         |
| Ljudmilaa |           | Ludmilla                |
| Lucijaa   |           | Lucia                   |

## M
Maschili
| Nome          | Varianti               | Corrispondente italiano |
| ------------- | ---------------------- | ----------------------- |
| Maja          |                        |                         |
| Maksimilijana | Maksa                  | Massimiliano            |
| Marijana      | Marjana                | Mariano                 |
| Markoa        |                        | Marco                   |
| Martina       |                        | Martino                 |
| Mateja        | Matevža                | Matteo                  |
| Matijaa       | Matjaža, Matica, Tjaža | Mattia                  |
| Metoda        |                        | Metodio                 |
| Mihaela       | Mihaa                  | Michele                 |
| Milana        | Lana                   |                         |
| Milivoja      |                        |                         |
| Miloša        |                        |                         |
| Mirana        |                        |                         |
| Mirkoa        |                        | Mirko                   |
| Miroslava     | Miroa                  | Miroslavo               |
| Mladena       |                        |                         |

Femminili
| Nome       | Varianti                      | Corrispondente italiano |
| ---------- | ----------------------------- | ----------------------- |
| Magdalenaa | Magdaa, Majdaa                | Maddalena               |
| Majaa      |                               | Maia                    |
| Margaretaa | Marjetaa, Metaa               | Margherita              |
| Maricaa    |                               | Marica                  |
| Marijaa    | Majaa, Marea, Marušaa, Mancaa | Maria                   |
| Marijanaa  | Marjanaa                      | Mariana                 |
| Marinaa    | Marinkaa                      | Marina                  |
| Martaa     |                               | Marta                   |
| Martinaa   |                               | Martina                 |
| Mašaa      |                               | Mascia                  |
| Matejaa    |                               | Mattea                  |
| Matildaa   |                               | Matilde                 |
| Melanijaa  |                               | Melania                 |
| Miaa       | Mijaa                         | Mia                     |
| Mihaelaa   |                               | Michela                 |
| Milenaa    |                               | Milena                  |
| Milicaa    |                               |                         |
| Milkaa     |                               | Milka                   |
| Miraa      |                               | Mira                    |
| Mirjama    | Mirjanaa                      | Miriam                  |
| Miroslavaa |                               | Miroslava               |
| Mišaa      |                               |                         |
| Mojcaa     |                               |                         |
| Monikaa    |                               | Monica                  |

## N
Maschili
| Nome     | Varianti                       | Corrispondente italiano |
| -------- | ------------------------------ | ----------------------- |
| Nikolaja | Nikolaa, Miklavža, Nikoa, Nika | Nicola                  |

Femminili
| Nome      | Varianti | Corrispondente italiano |
| --------- | -------- | ----------------------- |
| Nadaa     |          |                         |
| Nadjaa    |          | Nadia                   |
| Natalijaa |          | Natalia                 |
| Natašaa   |          | Natascia                |
| Nevenkaa  |          |                         |
| Nikaa     |          | Nicoletta               |
| Ninaa     |          | Nina                    |

## O
Maschili
| Nome    | Varianti | Corrispondente italiano |
| ------- | -------- | ----------------------- |
| Oskara  |          | Oscar                   |
| Ožbalta | Ožbeja   | Osvaldo                 |

Femminili
| Nome  | Varianti | Corrispondente italiano |
| ----- | -------- | ----------------------- |
| Olgaa |          | Olga                    |

## P
Maschili
| Nome    | Varianti | Corrispondente italiano |
| ------- | -------- | ----------------------- |
| Pavela  |          | Paolo                   |
| Petera  |          | Pietro                  |
| Primoža |          | Primo                   |

Femminili
| Nome       | Varianti | Corrispondente italiano |
| ---------- | -------- | ----------------------- |
| Patricijaa |          | Patrizia                |
| Pavlaa     |          | Paola                   |
| Pavlinaa   |          | Paolina                 |
| Petraa     |          | Pietra                  |
| Piaa       |          | Pia                     |
| Pika a     |          |                         |

## R
Maschili
| Nome     | Varianti | Corrispondente italiano |
| -------- | -------- | ----------------------- |
| Radovana |          |                         |
| Rafaela  |          | Raffaele                |
| Rajkoa   |          |                         |
| Rajmunda |          | Raimondo                |
| Riharda  |          | Riccardo                |
| Roberta  |          | Roberto                 |
| Roka     |          | Rocco                   |
| Romana   |          | Romano                  |

Femminili
| Nome      | Varianti | Corrispondente italiano |
| --------- | -------- | ----------------------- |
| Rebekaa   |          | Rebecca                 |
| Renataa   |          | Renata                  |
| Romanaa   |          | Romana                  |
| Rozalijaa | Zalaa    | Rosalia                 |

## S
Maschili
| Nome        | Varianti             | Corrispondente italiano |
| ----------- | -------------------- | ----------------------- |
| Samoa       |                      |                         |
| Sebastijana | Sebastjana, Boštjana | Sebastiano              |
| Sergeja     |                      | Sergio                  |
| Silvestera  |                      | Silvestro               |
| Simona      |                      | Simone                  |
| Slavaa      | Slavkoa              |                         |
| Srečkoa     |                      |                         |
| Stanislava  | Stankoa, Stanea      | Stanislao               |
| Štefana     |                      | Stefano                 |
| Stojana     |                      |                         |
| Svita       |                      |                         |

Femminili
| Nome        | Varianti          | Corrispondente italiano |
| ----------- | ----------------- | ----------------------- |
| Sabinaa     |                   | Sabina                  |
| Sandraa     |                   | Sandra                  |
| Sanelaa     |                   |                         |
| Sanjaa      |                   |                         |
| Saraa       |                   | Sara                    |
| Silvestraa  |                   | Silvestra               |
| Silvijaa    | Silvaa            | Silvia                  |
| Simonaa     |                   | Simona                  |
| Slavaa      | Slavicaa, Slavkaa |                         |
| Snežanaa    |                   |                         |
| Sofijaa     | Zofijaa           | Sofia                   |
| Sonjaa      |                   | Sonia                   |
| Stanislavaa | Stankaa           | Stanislava              |
| Štefanijaa  | Štefkaa           | Stefania                |
| Suzanaa     |                   | Susanna                 |

## T
Maschili
| Nome      | Varianti | Corrispondente italiano |
| --------- | -------- | ----------------------- |
| Tadeja    |          | Taddeo                  |
| Teoa      |          | Teo                     |
| Teodora   |          | Teodoro                 |
| Tijana    | Tiana    |                         |
| Tihomira  |          |                         |
| Tilena    |          | Egidio                  |
| Timoteja  | Tima     | Timoteo                 |
| Tinea     | Tineka   | Tino                    |
| Tita      |          | Tito                    |
| Tomaža    |          | Tommaso                 |
| Tomislava |          | Tomislao                |

Femminili
| Nome      | Varianti      | Corrispondente italiano |
| --------- | ------------- | ----------------------- |
| Tadejaa   |               | Taddea                  |
| Tajdaa    | Tajaa         | Taide                   |
| Tamaraa   |               | Tamara                  |
| Tanjaa    |               | Tania                   |
| Tatjanaa  | Tjašaa, Tajaa | Tatiana                 |
| Teaa      | Tejaa         | Tea                     |
| Terezijaa |               | Teresa                  |
| Tijanaa   |               |                         |
| Tinaa     | Tinkaraa      | Tina                    |

## U
Maschili
| Nome   | Varianti | Corrispondente italiano |
| ------ | -------- | ----------------------- |
| Urbana |          | Urbano                  |
| Urha   |          | Ulrico                  |
| Uroša  |          |                         |

Femminili
| Nome    | Varianti     | Corrispondente italiano |
| ------- | ------------ | ----------------------- |
| Uršulaa | Urškaa, Ulaa | Orsola                  |

## V
Maschili
| Nome      | Varianti      | Corrispondente italiano |
| --------- | ------------- | ----------------------- |
| Valentina |               | Valentino               |
| Valtera   |               | Gualtiero               |
| Vanjaa    |               | Vania                   |
| Vida      |               | Vito                    |
| Viktora   |               | Vittorio                |
| Viljema   | Vilia, Vilkoa | Guglielmo               |
| Vincenca  | Vinkoa        | Vincenzo                |
| Vitomira  |               |                         |
| Vladimira | Vladoa        | Vladimiro               |

Femminili
| Nome       | Varianti | Corrispondente italiano |
| ---------- | -------- | ----------------------- |
| Valentinaa |          | Valentina               |
| Valerijaa  |          | Valeria                 |
| Vanesaa    |          | Vanessa                 |
| Vanjaa     |          | Vania                   |
| Veraa      |          | Vera                    |
| Veronikaa  |          | Veronica                |
| Vesnaa     |          |                         |
| Vidaa      | Vitaa    | Vita                    |
| Viktorijaa |          | Vittoria                |
| Vladimiraa |          | Vladimira               |

## Z
Maschili
| Nome     | Varianti | Corrispondente italiano |
| -------- | -------- | ----------------------- |
| Zdenkoa  |          |                         |
| Zdravkoa |          |                         |
| Željkoa  |          |                         |
| Žigaa    |          | Sigismondo              |
| Zlatana  | Zlatkoa  |                         |
| Zorana   |          |                         |

Femminili
| Nome      | Varianti       | Corrispondente italiano |
| --------- | -------------- | ----------------------- |
| Zdenkaa   |                |                         |
| Zdravkaa  |                |                         |
| Željkaa   |                |                         |
| Živaa     |                |                         |
| Zlataa    |                |                         |
| Zojaa     |                | Zoe                     |
| Zoraa     | Zorkaa, Zarjaa |                         |
| Zvezdanaa |                |                         |